# Lodrino (Italie)
Pour les articles homonymes, voir Lodrino.
Lodrino est une commune italienne de la province de Brescia en Lombardie.

## Administration
| Période                                  | Période  | Identité         | Étiquette | Qualité |
| ---------------------------------------- | -------- | ---------------- | --------- | ------- |
| 14 juin 2004                             | En cours | Bruno Bettinsoli |           |         |
| Les données manquantes sont à compléter. |          |                  |           |         |

### Hameaux
Anto, Biogno, Bolges, Ceresa, Dae, Dae Bassa, Feifo, Fienilnuovo, Fravango, Gesso, Invico, Lembrio, Mandro, Molino, Nasego, Poffe, Prade, Preole, Resolvino, Rovesto, Ruc, Velo, Ventighe

### Communes limitrophes
Casto, Marcheno, Marmentino, Pertica Alta, Tavernole sul Mella